# Leptarctia dimidiata
Leptarctia dimidiata är en fjärilsart som beskrevs av Richard Harper Stretch 1872. Leptarctia dimidiata ingår i släktet Leptarctia och familjen björnspinnare. Inga underarter finns listade i Catalogue of Life.